# Latvijas Universitātes stadions
El Latvijas Universitātes stadions era un antiguo estadio de Riga con capacidad para 5000 espectadores que albergaba competiciones de fútbol y rugby. El estadio era la sede del equipo nacional de rugby de Letonia, así como de muchos otros clubes locales de rugby y fútbol. En 2017 fue demolido para construir en su lugar un complejo deportivo sin gradas llamado "Centra sporta kvartāls".

## Historia
El estadio de la Universidad de Letonia fue inaugurado en 1923 y al principio lo utilizaba el club de fútbol FK ASK. Entre 1924 y 1939 Letonia jugó allí trece partidos. Después de la restauración de la independencia de Letonia, la selección nacional del país volvió a esta instalación, jugando un partido amistoso contra Georgia el 26 de junio de 1994 (1:3).
El 5 de julio de 1997 se llevó a cabo un partido de fútbol de la fase de grupos de la Copa Intertoto entre Riga Universitate y Werder Bremen. De 1999 a 2008, el estadio fue el estadio local del club de fútbol FK Riga.
En 2000 el estadio pasó a manos de la Duma de Riga (consejo de la ciudad de Riga), y en 2008 un grupo de expertos decidieron que el estadio no cumplía con los requisitos de seguridad.
El 31 de enero de 2012 la Duma de Riga transfirió el estadio de la Universidad de Letonia a disposición de la Federación Letona de Fútbol con la condición de que el estadio fuera reconstruido en una instalación deportiva moderna que cumpliera con todos los requisitos de la FIFA y la UEFA y donde se podían celebrar partidos de la selección de fútbol de Letonia. Se supuso que la construcción del nuevo estadio se completaría en mayo de 2017. SIA Archers fue elegido como el contratista general.
Sin embargo debido a la falta de financiación, los trabajos de construcción nunca comenzaron, y en julio de 2016, este proyecto fue reconocido como no realizado. Pronto se supo que se construirá un complejo deportivo multifuncional sin gradas en el sitio del estadio. Los trabajos de construcción de la demolición comenzaron en marzo de 2017, la primera fase del nuevo complejo deportivo se inauguró en junio del mismo año y la inauguración total tuvo lugar el 16 de septiembre de 2017.

## Eventos
Letonia lo utilizó en la clasificación para la Copa Mundial de Fútbol de 1938 en la victoria por 4-2 ante Lituania.